# Grammy Award for Best American Roots Song
Der Grammy Award for Best American Roots Song, auf Deutsch „Grammy-Award für das beste American-Roots-Lied“, ist ein Musikpreis, der seit 2014 bei den jährlich stattfindenden Grammy Awards verliehen wird. Der Preis geht an Künstler für Alben aus dem Bereich der amerikanischen Rootsmusik, die unter anderem die Bereiche Americana, Bluegrass, Blues, Folk und die Musik aufbauend auf regionalen musikalischen Wurzeln umfasst.
Der Grammy Award for Best American Roots Song wurde 2014 eingerichtet, da auch bei anderen Musiksparten eine entsprechende Kategorie für Songs besteht, bei denen nicht die Darsteller, sondern die Komponisten und Songwriter im Vordergrund stehen. Der Preis wurde bisher nur an amerikanische Künstler vergeben.

## Gewinner und nominierte Künstler
| Jahr                  | Autoren                                                     | Nationalität                 | Werk                                                 | Interpret                     | Weitere nominierte Künstler | Bilder der Künstler |
| --------------------- | ----------------------------------------------------------- | ---------------------------- | ---------------------------------------------------- | ----------------------------- | --- | ------------------- |
| 2014 26. Januar 2014  | Edie Brickell and Steve Martin                              | Vereinigte Staaten           | Love Has Come for You                                | Steve Martin & Edie Brickell  | - Steve Earle – Invisible (aufgeführt von Steve Earle & The Dukes & The Duchesses) - Sarah Jarosz – Build Me Up from Bones (aufgeführt von Sarah Jarosz) - Tim O’Brien and Darrell Scott – Keep Your Dirty Lights On (aufgeführt von Tim O’Brien and Darrell Scott) - Allen Toussaint – Shrimp Po-Boy, Dressed (aufgeführt von Allen Toussaint)                                                                                                | Edie Brickell, 2011 |
| 2015 8. Februar 2015  | Rosanne Cash, John Leventhal                                | Vereinigte Staaten           | A Feather’s Not a Bird (aufgeführt von Rosanne Cash) | Rosanne Cash                  | - Jesse Winchester – Just so Much (aufgeführt von Jesse Winchester) - Woody Guthrie, Del McCoury – The New York Trains (aufgeführt von der Del McCoury Band) - Edie Brickell, Steve Martin – Pretty Little One (aufgeführt von Steve Martin and the Steep Canyon Rangers featuring Edie Brickell) - John Hiatt – Terms of My Surrender (aufgeführt von John Hiatt)                                                                             |                     |
| 2016 15. Februar 2016 | Jason Isbell                                                | Vereinigte Staaten           | 24 Frames                                            | Jason Isbell                  | - Raul Malo für All Night Long (aufgeführt von den Mavericks) - Don Henley und Stan Lynch für The Cost of Living (aufgeführt von Don Henley und Merle Haggard) - Chris Eldridge, Paul Kowert, Noam Pikelny, Chris Thile und Gabe Witcher für Julep (aufgeführt von den Punch Brothers) - Cory Chisel, Rodney Crowell und Emmylou Harris für The Traveling Kind (aufgeführt von Emmylou Harris und Rodney Crowell)                              |                     |
| 2017 12. Februar 2017 | Vince Gill                                                  | Vereinigte Staaten           | Kid Sister                                           | The Time Jumpers              | - Robbie Fulks für Alabama at Night (aufgeführt von Robbie Fulks) - Jack White für City Lights (aufgeführt von Jack White) - Eric Adcock und Roddie Romero für Gulfstream (aufgeführt von Roddie Romero and the Hub City All-Stars) - Lori McKenna und Felix McTeigue für Wreck You (aufgeführt von Lori McKenna) |                     |
| 2018 28. Januar 2018  | Jason Isbell                                                | Vereinigte Staaten           | If We Were Vampires                                  | Jason Isbell and the 400 Unit | - David Rawlings und Gillian Welch für Cumberland Gap (aufgeführt von Robbie Fulks) - Raul Malo und Alan Miller für I Wish You Well (aufgeführt von den Mavericks) - Rodney Crowell für It Ain’t Over Yet (aufgeführt von Rodney Crowell featuring Rosanne Cash & John Paul White) - Gregg Allman und Scott Sharrard für My Only True Friend (aufgeführt von Gregg Allman)                                                                     |                     |
| 2019 10. Februar 2019 | Brandi Carlile, Dave Cobb, Phil Hanseroth und Tim Hanseroth | Vereinigte Staaten           | The Joke                                             | Brandi Carlile                | - Waylon Payne, Lee Ann Womack und Adam Wright für All the Trouble (aufgeführt von Lee Ann Womack) - Jeff Tweedy für Build a Bridge (aufgeführt von Mavis Staples) - Pat McLaughlin und John Prine für Knockin’ on Your Screen Door (aufgeführt von John Prine) - Pat McLaughlin und John Prine für Summer’s End" (aufgeführt von John Prine)                                                                                                  |                     |
| 2020 26. Januar 2020  | Sarah Jarosz, Aoife O’Donovan, Sara Watkins                 | Vereinigte Staaten           | Call My Name                                         | I’m with Her                  | - Amythyst Kiah für Black Myself (aufgeführt von Our Native Daughters) - Rosanne Cash und John Leventhal für Crossing to Jerusalem (aufgeführt von Rosanne Cash) - Dan Auerbach, Yola Carter, Pat McLaughlin für Faraway Look (aufgeführt von Yola) - Vince Gill für I Don’t Wanna Ride the Rails No More (aufgeführt von Vince Gill) |                     |
| 2021 14. März 2021    | Pat McLaughlin und John Prine                               | Vereinigte Staaten           | I Remember Everything                                | John Prine                    | - Laura Rogers und Lydia Rogers für Cabin (aufgeführt von Secret Sisters) - Sierra Hull und Kai Welch für Ceiling to the Floor (aufgeführt von Sierra Hull) - Sarah Jarosz für Hometown (aufgeführt von Sarah Jarosz) - Lucinda Williams und Tom Overby für Man Without a Soul (aufgeführt von Lucinda Williams) |                     |
| 2022 3. April 2022    | Jon Batiste und Steve McEwan                                | Vereinigte Staaten Südafrika | Cry                                                  | Jon Batiste                   | - Rhiannon Giddens, Justin Robinson und Francesco Turrisi für Avalon (aufgeführt von Rhiannon Giddens with Francesco Turrisi) - Valerie June für Call Me a Fool (aufgeführt von Valerie June featuring Carla Thomas) - Dan Auerbach, Natalie Hemby, Aaron Lee Tasjan und Yola für Diamond Studded Shoes (aufgeführt von Yola) - Jeremy Lindsay und Allison Russell für Nightflyer (aufgeführt von Allison Russell)                             |                     |
| 2023 5. Februar 2023  | Bonnie Raitt                                                | Vereinigte Staaten           | Just Like That                                       | Bonnie Raitt                  | - Anaïs Mitchell für Bright Star - Sheryl Crow und Jeff Trott für Forever, aufgeführt von Sheryl Crow - T Bone Burnett und Robert Plant für High and Lonesome, aufgeführt von Robert Plant & Alison Krauss - Tim O’Brien und Aoife O’Donovan für Prodigal Daughter, aufgeführt von Aoife O’Donovan & Allison Russell - Brandi Carlile, Phil Hanseroth und Tim Hanseroth für You and Me on the Rock, aufgeführt von Brandi Carlile feat. Lucius |                     |
| 2024 4. Februar 2024  | Jason Isbell                                                | Vereinigte Staaten           | Cast Iron Skillet                                    | Jason Isbell and the 400 Unit | - Michael Trotter Jr., Tanya Trotter für Blank Page, aufgeführt von The War and Treaty - Aaron Allen, William Apostol, Jon Weisberger für California Sober, aufgeführt von Billy Strings featuring Willie Nelson - Brandy Clark, Michael Pollack für Dear Insecurity, aufgeführt von Brandy Clark featuring Brandi Carlile - Drew Lindsay, JT Nero, Allison Russell für The Returner, aufgeführt von Allison Russell                           | Jason Isbell 2014   |
| 2025 2. Februar 2025  | Sierra Ferrell                                              | Vereinigte Staaten           | American Dreaming                                    | Sierra Ferrell, Melody Walker | - Ahead of the Game von Mark Knopfler (Autor: Mark Knopfler) - All in Good Time von Iron & Wine featuring Fiona Apple (Autor: Sam Beam) - All My Friends von Aoife O’Donovan (Autorin: Aoife O’Donovan) - Blame It on Eve von Shemekia Copeland (Autoren: John Hahn, Will Kimbrough) |                     |

## Belege
1. ↑  NARAL Final Nomination List 57th Grammy Awards. (PDF; 3,0 MB) abgerufen am 31. Dezember 2015.